# لوئیز آلوز
لوئیز آلوز (به پرتغالی: Luiz Alves) یک منطقهٔ مسکونی در برزیل است که در سانتا کاتارینا واقع شده‌است. لوئیز آلوز ۱۳٬۱۰۷ نفر جمعیت دارد.